# Mamadi Baldé
Mamadi Balde, né le 15 août 1978 à Bissau (Guinée-Bissau), est un footballeur bissaoguinéen, qui évolue au poste de défenseur au Moura AC.
Il a joué plusieurs matchs avec l'équipe de Guinée-Bissau.

## Statistiques
À l'issue de la saison 2009-2010
- 156 matchs et 7 buts en 2e division portugaise